# Доходный дом М. Д. Корнилова
Доходный дом М. Д. Корнилова — памятник архитектуры. Расположен в Василеостровском районе Санкт-Петербурга, современный адрес дома — Средний проспект Васильевского острова, 45, 10-я линия Васильевского острова, 27.

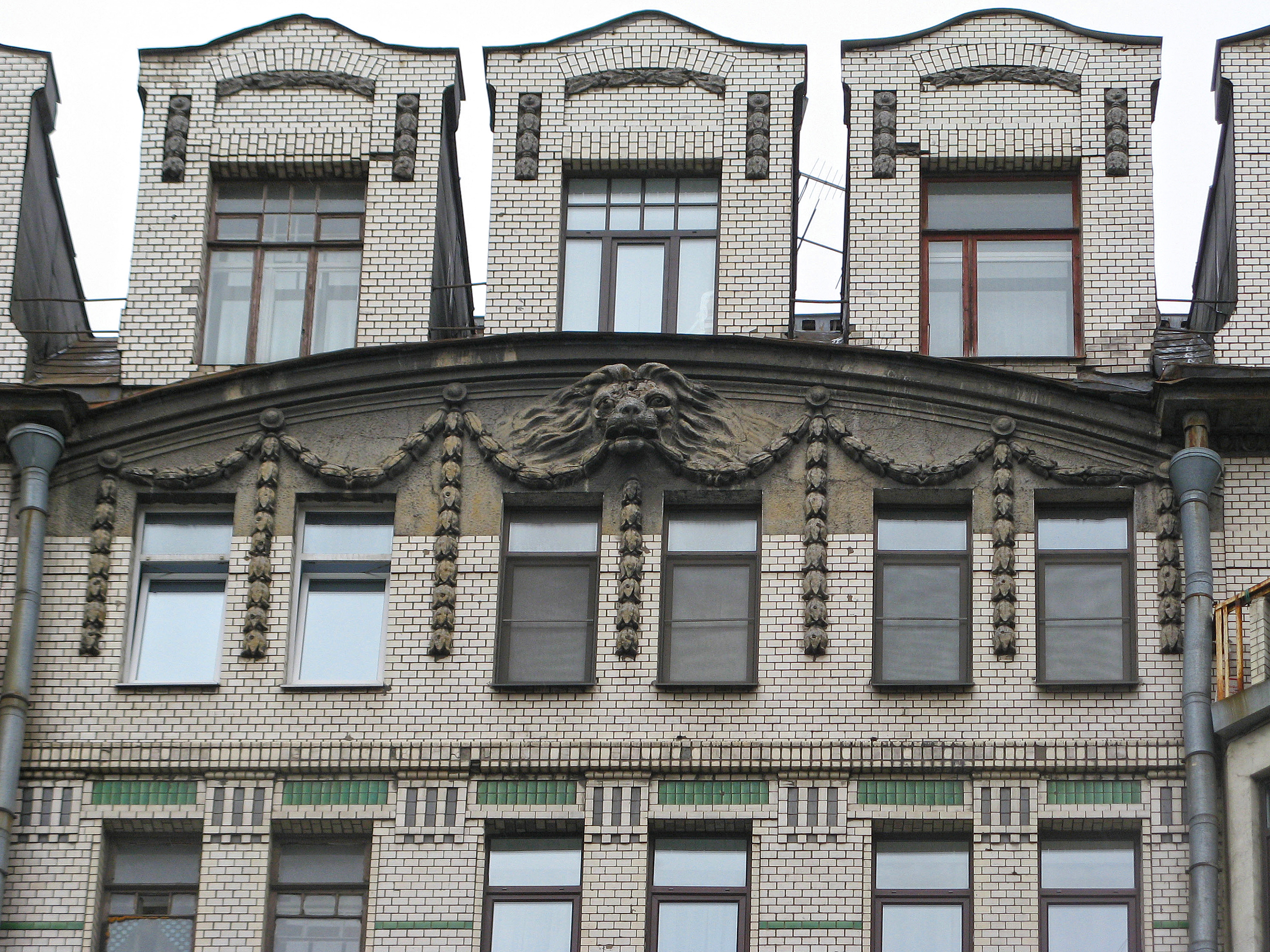
Оформление мансардных окон

Семиэтажное здание построено в 1914—1915 годах А. Ф. Барановским, для которого характерны постройки угловых домов (за карьеру он построил 7 таких зданий) с выделением угла эркером-башней, как правило (и в данном случае) идущем на всю высоту дома начиная со второго этажа.
Первое пятиэтажное строение на этом участке Барановский (как подрядчик) возвёл ещё в 1907 году, к 1915 году он достроил шестой и мансардный этажи.  Это одно из трёх зданий, построенных Барановским для М. Д. Корнилова, который был подрядчиком и сам участвовал в строительстве своих домов  (второе и третье — Доходный дом М. Д. Корнилова на Малом проспекте Петроградской стороны и доходный дом А. П. Корниловой).
Здание согласовано по массе, членениям, ритмике, цвету и фактуре с расположенным на соседнем углу построенным тем же архитектором домом Заварзиных. Дом украшен рельефными вставками и зелёными фризами, в оформлении использованы детали в стиле барокко. Мансардные окна обрамлены кирпичом, пышными гирляндами и большими львиными маскаронами.
В здании частично сохранились стёкла с травлением, витражные модули, фацетное остекление.
В 2019 году дом вошел в перечень 255 многоквартирных домов — памятников архитектуры с особо сложными фасадами, которые предполагается отреставрировать по программе КГИОП «Наследие».